# 槐塘
槐塘是中国安徽省黄山市歙县西乡郑村镇棠樾村的一个自然村，位于棠樾村以北仅几百米。因塘边槐树成林而得名。约有2000村民，以程姓为主。
槐塘是一座千年古村落，历史上人才辈出，是南宋丞相程元凤的故乡，鼎盛时千灶万丁，有千幢古宅，店铺林立，十里繁华。九条街巷通向村中古塘，名曰“九龙戏珠”。太平天国战争后期，湘军与太平军对峙数年激战，战火焚毁整个村落，大火焚烧三昼夜。
1978年以后，槐塘村出现“出国潮”，2000村民中约有1000居民前往意大利、西班牙、法国等欧洲国家务工经商，号称安徽第一“华侨村”、“欧元村”，村内随处可见大量欧式别墅和洋房。

槐塘村原有的古民居、古井、古石板街已消失，除保留少量古民居，保存完好的还有御书楼，系程元凤收藏宋理宗御书“清忠、昭光、儒硕”而建，以及槐塘双坊，包括村东南的丞相状元坊和村东北的龙兴独对坊。2012年6月21日，槐塘双坊公布为第六批安徽省文物保护单位。在槐塘周围十平方公里内，牌坊总数占歙县的一半以上，包括南侧的棠樾牌坊群，和北侧的稠墅牌坊群，均近在咫尺。